# Entodon novarae
Entodon novarae là một loài Rêu trong họ Entodontaceae. Loài này được (Reichardt) S.H. Lin mô tả khoa học đầu tiên năm 1984.